# 文莱签证政策

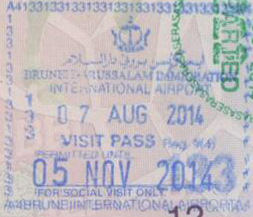
汶萊國際機場的入境印章
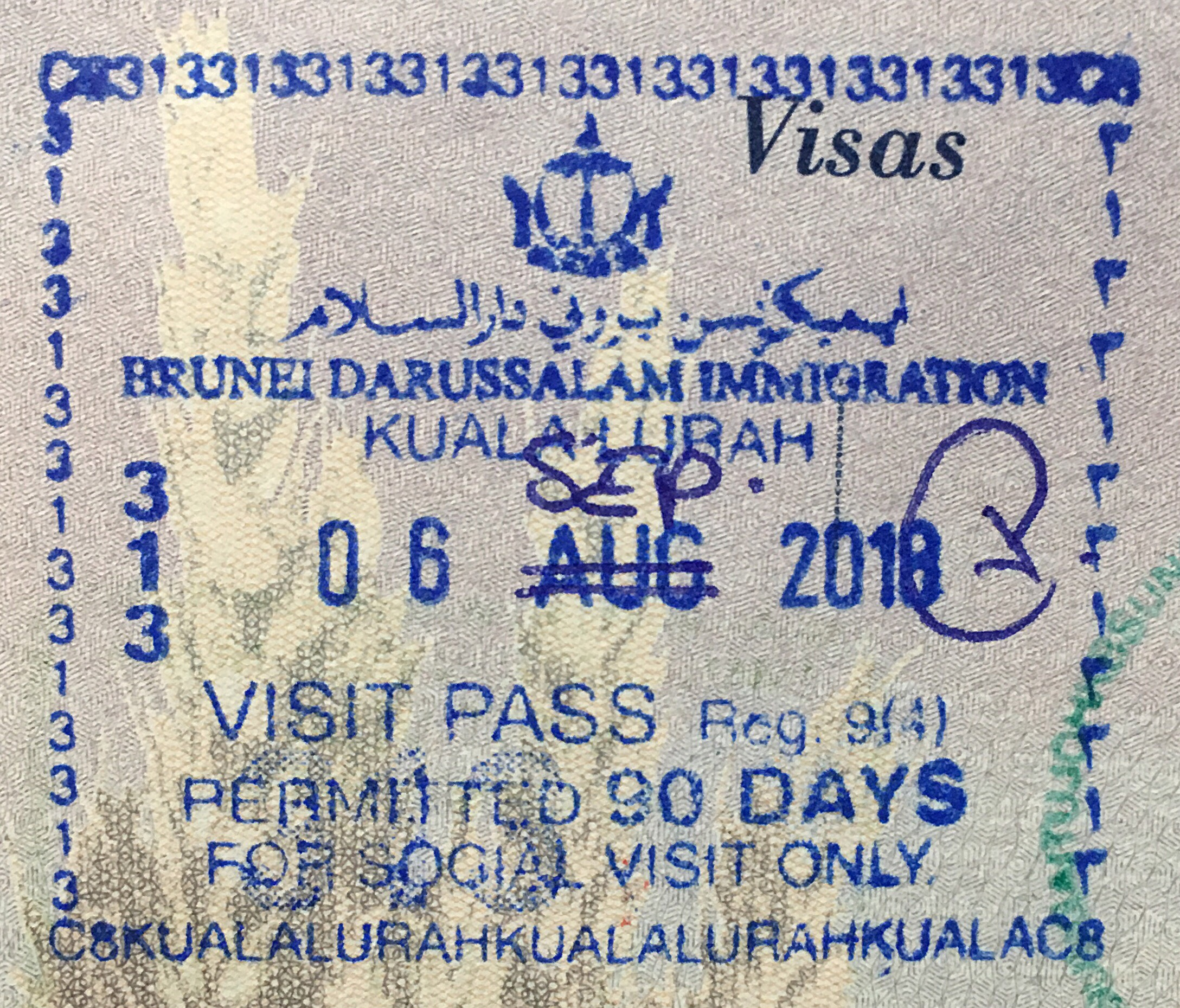
汶萊-馬來西亞陸路邊境的的入境印章。移民官批錯日期後進行人為修改。
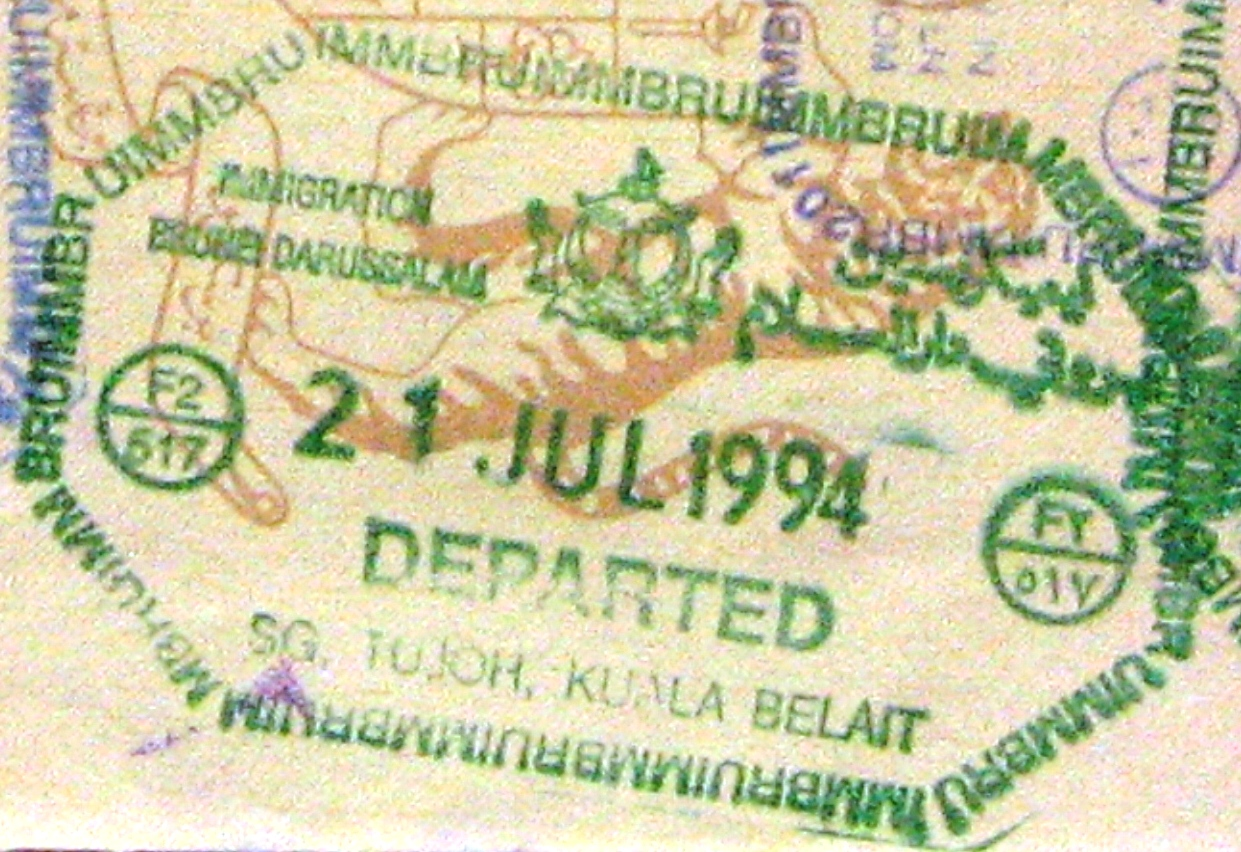
汶萊-馬來西亞陸路邊境的双溪都九發出的汶萊出境印章
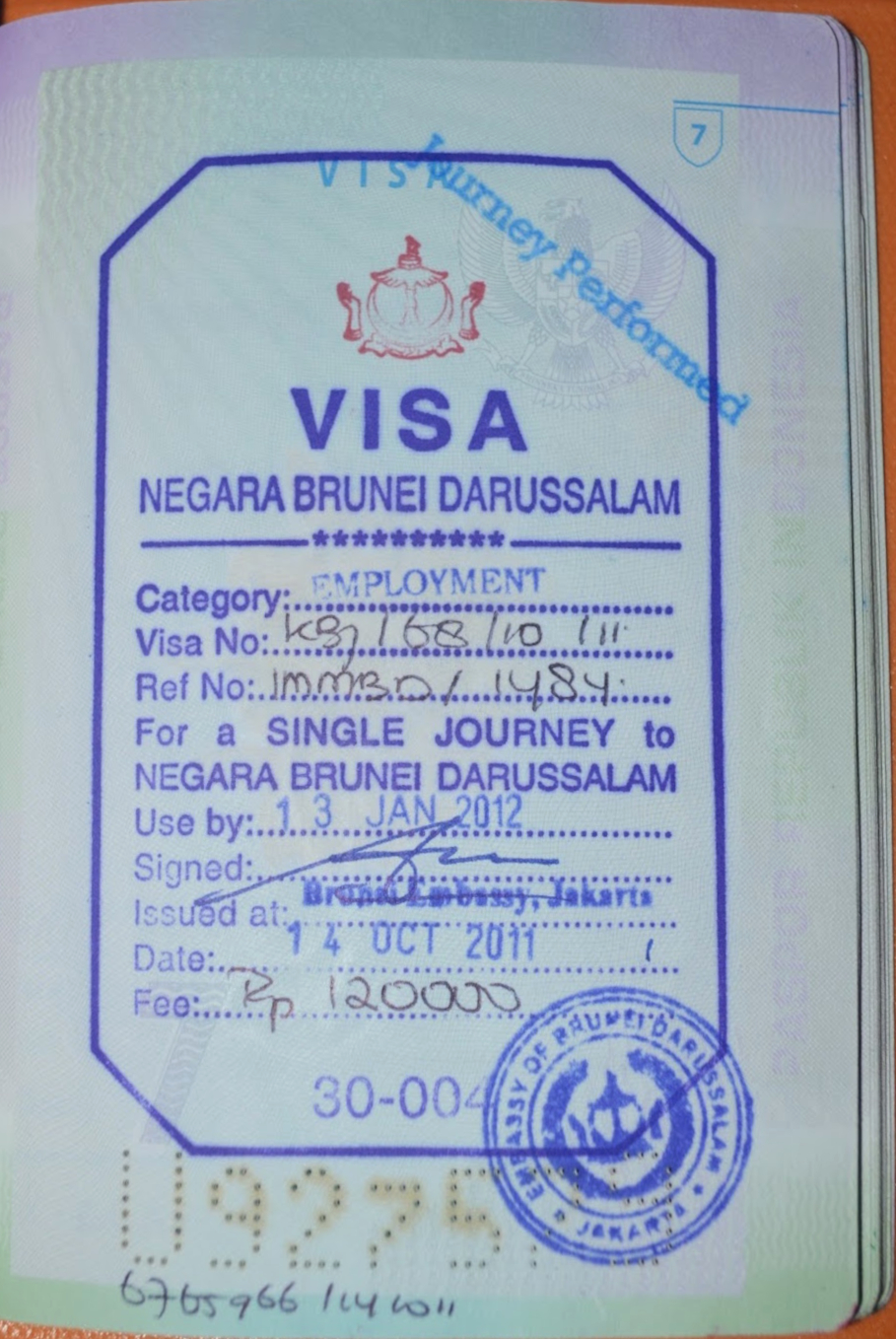
文莱工作签证

汶萊政府允许特定国家和地区的公民無需提前申請签证，即可前往文莱從事旅游或商务活動，停留期限从90天、30天、14天不等。
所有入境旅客的護照均須有6個月以上有效期。

## 分布地圖

文莱签证政策
文莱
免签证（90天）
免签证（30天）
免签证（14天）
落地签证（30天）
落地签证（14天）
需要提前办理签证

## 免簽證列表
下列國家和地區的公民可以獲得免簽證入境汶萊的待遇，停留期限分別為14，30或90日:
| - 所有欧盟国家公民 \| - 冰島 - 列支敦斯登 - 挪威 \| - 瑞士 - 英国1 - 美国 \| \| |                       |  |
| - 冰島 - 列支敦斯登 - 挪威                                                      | - 瑞士 - 英国1 - 美国 |  |

| - 冰島 - 列支敦斯登 - 挪威 | - 瑞士 - 英国1 - 美国 |  |

| - 马来西亚 - 新西兰 - 阿曼 - 新加坡 | - 土耳其 - 乌克兰 - 阿联酋 |  |

| - 柬埔寨 - 加拿大 - 中国大陆 - 香港 - 印度尼西亞 - 日本 - 澳門 | - 馬爾地夫 - 緬甸 - 秘魯 - 菲律賓 - 俄羅斯 - 泰國 - 越南 - 臺灣 |  |

## 落地签证
以下7个国家和地区的公民可在所有边境口岸办理落地签证，签证的细节根据申请人的国籍有所不同
| - 1 2 - 巴林1 2 - 科威特2 | - 4 - 沙烏地阿拉伯2 |  |

1 — 30天有效的多次签证，收费30文莱元

2 — 30天有效的单次签证，收费20文莱元

3 — 14天有效的多次签证，收费30文莱元

4 — 14天有效的单次签证，收费20文莱元

## 過境簽證

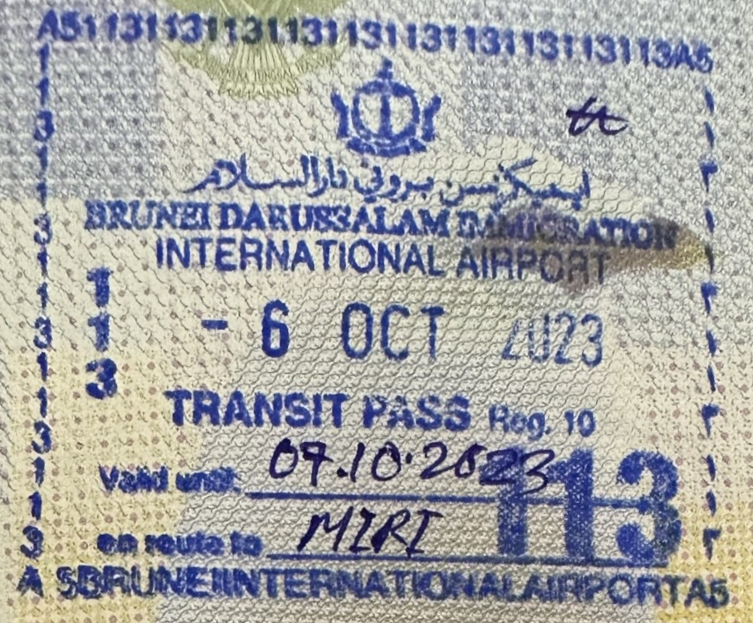
汶萊國際機場為前往馬來西亞砂拉越美里的旅客簽發的過境簽證

旅客經汶萊國際機場轉機少於24小時不須申請過境簽證。
旅客如持有第三國機票，可以在各口岸申請72小時的過境簽證。但並不適用於古巴、以色列和北韓國民。而孟加拉、印度、伊朗、巴基斯坦和斯里蘭卡公民則同時必須持有由旅行社或航空公司發出的擔保信。

## 非普通護照
中華人民共和國、印度、伊朗、蒙古、巴基斯坦、俄羅斯和塔吉克的外交或公務護照持有人可免簽證入境汶萊。

## APEC商務旅行卡
持有APEC商務旅行卡(ABTC)的人，在卡後若果有標注"BRN"代碼可以以商務名義免簽入境汶萊並逗留90日。
以下持有APEC商務旅遊證的下列國家/地区的人可持證免簽入境:
| - 智利 - 中国大陆 - 香港特別行政區 - 印度尼西亞 - 日本 - 马来西亚 - 墨西哥 | - 新西兰 - 秘魯 - 菲律賓 - 俄羅斯 - 新加坡 - 臺灣 - 泰國 - 越南 |  |

## 禁止入境
持有以色列护照的人士在文莱被禁止出入境和轉機。

## 逾期逗留
移民局表明，逾期逗留會面監禁、罰款和鞭笞。